# Microregiunea Zalakaros
Microregiunea Zalakaros (în maghiară Zalakarosi kistérség) a fost o microregiune statistică (kistérség) din județul Zala, Ungaria.
Cu o populație de 12.671 locuitori și o suprafață de 311,86 km2, aceasta a existat până în 2014, când în Ungaria, microregiunile ”kistérségek” au fost înlocuite de districte (járások).